# Utrensning (film)
Utrensning (finska: Puhdistus) är en finsk dramafilm från 2012 i regi av Antti Jokinen. Handlingen följer två estniska kvinnor ur olika generationer med varsitt våldsamt och traumatiskt förflutet. Filmen bygger på Sofi Oksanens roman Utrensning. Filmen hade en budget på 2,4 miljoner euro varav 630 000 kom från Finlands filmstiftelse. Den valdes som Finlands bidrag till Oscarsgalan 2013.

## Medverkande
- Laura Birn som unga Aliide
- Liisi Tandefelt som gamla Aliide
- Amanda Pilke som Zara
- Peter Franzén som Hans Pekk
- Krista Kosonen som Ingel
- Tommi Korpela som Martin
- Kristjan Sarv som Paša
- Jarmo Mäkinen som Lavrenti

## Mottagande
Hufvudstadsbladets Sara Ehnholm Hielm kallade romanförlagan för mästerlig, vilket enligt henne kom sig av dess ton och detaljrikedom, och skrev om överföringen: "Antti J. Jokinen visar en annan, mer Hollywoodinspirerad historia. Förenklad och romantiserad och alltid lite svävande i motljus. Dess största brist är att ALLT SÄGS UT I VERSALER." Vidare kritiserade Ehnholm Hielm filmen för att visa för mycket våld i bild, men ansåg också att det "trots regissörens misstro mot publikens fattningsförmåga finns otroligt starka scener", och att "Skådespelarna är överlag imponerande".